# Élément matériel
Als élément matériel bezeichnet man im Strafrecht Frankreichs eine Voraussetzung der Strafbarkeit. Nachdem das élément légal eine Strafvorschrift ausfindig gemacht hat, dient das élément matériel in einem zweiten Prüfungsschritt dazu, herauszufinden, ob dessen Voraussetzungen auch tatsächlich erfüllt sind; es bezeichnet also das äußerliche Ereignis. Als Ausfluss der Rechtsstaatlichkeit gilt der ungeschriebene Grundsatz, dass – grundsätzlich – nur aktives Tun, commission, strafbar ist, jedoch kein Unterlassen (ommission): „Pas d’infraction sans activité matérielle“. Bei Erfolgsdelikten ist ein lien de causalité (Kausalität) erforderlich; als élément matériel werden auch die Voraussetzungen der Versuchsstrafbarkeit (tentative) geprüft.